# 다마스쿠스주
다마스쿠스주(아랍어: مُحافظة دمشق)은 시리아 14개 주(governorate) 중 하나로, 다마스쿠스시와 외곽의 야르무크 수용소로 이루어져 있다.